# Sandy Brown (Musiker)
Sandy Brown (* 25. Februar 1929 in Izatnagar, Indien; † 15. März 1975 in Edinburgh, Schottland) war ein britischer Jazz-Klarinettist, Komponist, Bandleader und Sänger sowie Schriftsteller, Architekt und Toningenieur.

## Leben und Wirken
Sandy Brown wurde in Indien als Sohn schottischer Eltern geboren und wuchs in Edinburgh auf. Sein Vater  war Eisenbahn-Ingenieur. Als Klarinettist war Brown Autodidakt; er besuchte die Royal High School (Edinburgh). Nach dem Wehrdienst beim National Service studierte er Architektur am Edinburgh College of Art. Dort gründete er auch 1949 seine erste Band mit seinem Schulfreund Al Fairweather, zu der auch Stan Greig gehörte.
Im Jahr 1953 zogen Brown und Fairweather mit ihrer Band nach Süden und traten schließlich in der neu errichteten Royal Festival Hall in London auf; Brown kehrte daraufhin nach Edinburgh zurück, um seine Studien abzuschließen, Fairweather blieb jedoch in London. Nach seinem Studium kam Brown erneut nach London und arbeitete als Toningenieur bei der BBC und wiederbelebte seine Band. Außerdem arbeitete er in dieser Zeit mit Musikern wie dem Pianisten Sammy Price. 1954 entstanden die Sandy Brown/Al Fairweather All Stars; sie wurden Ende der 1950er und zu Beginn der 1960er Jahre zu einer der erfolgreichen Gruppen des Mainstream Jazz der britischen Szene. In ihr spielten u. a. Dick Heckstall-Smith, John McLaughlin, Kenny Wheeler, Terry Cox sowie der Posaunist Tony Milliner, der Tenorist Tony Coe und der Pianist Brian Lemon. Die Band veröffentlichte Alben wie McJazz, Dr McJazz oder The Incredible McJazz. 
Schließlich entschied sich Brown, sich mehr auf seine zweite Karriere als Architekt von Tonstudios zu konzentrieren, kehrte aber immer wieder für Club- und Festival-Auftritte zur Jazzszene zurück. 1971 nahm er mit dem Brian Lemon Trio ein letztes Album auf. Krankheit beendete seine Karriere in den 1970er Jahren.
Brown spielte in seiner Musikerlaufbahn außerdem mit Henry Red Allen, Diz Disley, Humphrey Lyttelton, Earle Warren, Eddie Durham und Pee Wee Russell. Seine Schriften erschienen unter dem Titel The McJazz Manuscripts bei Faber & Faber.

## Diskographische Hinweise
- McJazz (Dormouse, 1957)
- McJazz and Friends (Lake, 1956–58) mit Dick Heckstall-Smith
- McJazz Lives On (EMI, 1957–63)
- Dr McJazz (Columbia, 1961)
- Work Song (Lake, 1962–68) mit Kenny Wheeler, George Chisholm, Tony Coe, Brian Lemon, John McLaughlin
- Polish Jazz (16) Old timers with Sandy Brown (Muza, 1968)
- In the Evening (Hep Records, 1971)